# Palestinská komunistická strana
Palestinská lidová strana (PPP, arabsky: حزب الشعب الفلسطيني Hizb ash-Sha'b al-Filastini) je palestinská politická strana, která byla v roce 1982 založena jako Palestinská komunistická strana. V roce 1987 se strana připojila k Organizaci pro osvobození Palestiny (OOP). V roce 1991 byla přejmenována. Podle jejích představitelů byl důvodem přejmenování názor, že třídní boj musí počkat, dokud nebude nejprve dosaženo vzniku palestinského státu. Strana byla zastáncem Oselských dohod, ale dnes je velmi kritická vůči jejich neúspěšnému naplnění. Strana má jednoho zástupce v Palestinském parlamentu. V místních volbách získala 5 zástupců z 3 253 dostupných křesel.

## Předsedové
- Bašír Barghútí (1982–1998)
- Hanná Amíre, Abdal Madžíd Hamadán, Mustafá Barghútí (1998–2002)
- Basám As-Sálhí (since 2003)